# 에스타디오 무니시팔 후안 로하스
에스타디오 무니시팔 후안 로하스(스페인어: Estadio Municipal Juan Rojas)는 스페인 안달루시아주 알메리아에 위치한 럭비 경기장이다. 과거 축구 경기장으로 사용되었으며, 2017년부터 시작된 보수 공사를 통새 럭비 경기가 가능하게 되었다.